# Mielensk
Mielensk (ros. Меленск) – wieś (sieło) w Rosji, w obwodzie briańskim, w rejonie starodubskim. W 2010 liczyła 996 mieszkańców.